# Anders Daniel Stiernklo
Anders Daniel Stiernklo (eller Stiernclou, före 1692 Wessman), född 1 juli 1658 i Småland, död 28 juni 1733, var en svensk lagman.

## Biografi
Anders Daniel Stiernklo föddes 1658 i Småland. Han var son till häradshövdingen Daniel Göransson Wessman och Maria Christina Dober. Stiernklo blev 9 oktober 1675 student vid Uppsala universitet och arbetade sedan som extra ordinarie tjänsteman i Riksarkivet. Stiernklo blev lagläsare i Uppland och Södermanland. Han var vice häradshövding i Mo härad och Västra härad och blev ordinarie häradshövding 6 mars 1690 i Västra härad och Mo härad, efter sin fader. Han adlades 23 april 1692 till Stiernklo och introducerades 1693 i Sveriges Riddarhus som nummer 1244. Stiernklo blev assessor i Göta hovrätt 29 mars 1698 och blev 7 april 1714 lagman i Bohusläns lagsaga (1718-1719 Bohus läns södra lagsaga): Dömd från tjänsten 14 februari 1730, men benådad och fick avsked. Stiernklo avled 1733 och begravdes 6 juli samma år i Rogberga kyrka.

### Familj
Stiernklo gifte sig första gången med Dorotea Wolter, dotter av häradsskrivaren Hans Henriksson Wolter.
Stiernklo gifte sig andra gången med Anna Christina Du Rees (1651–1707), dotter av justitiepresidenten Arnold de Rees och Elisabet Radu. Du Rees var änka efter kamreraren Jonas Wettsöff. Stiernklo och Stiernklo fick tillsammans dottern Christina Margareta Stiernklo (1687–1767) som var gift med assessorn Daniel Lillienberg.
Stiernklo gifte sig tredje gången 9 februari 1714 i Marbäcks församling med friherrinnan Regina Rehbinder (1678–1735), dotter av landshövdingen Reinhold Rehbinder och Catharina Maria Fitinghoff.